# Arrondissement di Grande-Rivière-du-Nord
L'arrondissement di Grande-Rivière-du-Nord è un arrondissement di Haiti facente parte del dipartimento del Nord. Il capoluogo è Grande-Rivière-du-Nord.

## Geografia antropica

### Suddivisioni amministrative
L'arrondissement di Grande-Rivière-du-Nord comprende 2 comuni:
- Grande-Rivière-du-Nord
- Bahon